# خط طول 103° شرق
خط طول 103° شرق هو أحد خطوط الطول الجغرافية، والتي تمتد من القطب الشمالي الجغرافي إلى القطب الجنوبي الجغرافي، وحسب التحويل الزمني يتقدم خط طول 103° شرق عن خط غرينتش بـ6 ساعات و52 دقيقة.

## من القطب إلى القطب
ينطلق خط طول 103° شرق من القطب الشمالي نحو القطب الجنوبي مرورا بالمناطق التي ترد في الجدول التالي:
| الإحداثيات                           | البلد أو الإقليم أو البحر | ملاحظات |
| ------------------------------------ | ------------------------- | --- |
| 90°0′N 103°0′E / 90.000°N 103.000°E  | المحيط المتجمد الشمالي    | |
| 80°18′N 103°0′E / 80.300°N 103.000°E | بحر لابتيف                | |
| 79°19′N 103°0′E / 79.317°N 103.000°E | روسيا                     | كراسنويارسك كراي — جزيرة البلاشفة, سيفيرينيا زيمليا |
| 78°11′N 103°0′E / 78.183°N 103.000°E | بحر كارا                  | |
| 77°33′N 103°0′E / 77.550°N 103.000°E | روسيا                     | كراسنويارسك كراي إركوتسك أوبلاست — من 59°18′N 103°0′E / 59.300°N 103.000°E بورياتيا — من 51°54′N 103°0′E / 51.900°N 103.000°E |
| 50°18′N 103°0′E / 50.300°N 103.000°E | منغوليا                   | |
| 42°1′N 103°0′E / 42.017°N 103.000°E  | جمهورية الصين الشعبية     | منغوليا الداخلية قانسو — من 39°6′N 103°0′E / 39.100°N 103.000°E تشينغهاي — لحوالي 7 km من 36°16′N 103°0′E / 36.267°N 103.000°E Gansu — من 36°12′N 103°0′E / 36.200°N 103.000°E سيتشوان — من 34°14′N 103°0′E / 34.233°N 103.000°E يونان (الصين) — من 27°22′N 103°0′E / 27.367°N 103.000°E Sichuan — من 26°44′N 103°0′E / 26.733°N 103.000°E Yunnan — من 26°29′N 103°0′E / 26.483°N 103.000°E |
| 22°28′N 103°0′E / 22.467°N 103.000°E | فيتنام                    | |
| 21°4′N 103°0′E / 21.067°N 103.000°E  | لاوس                      | |
| 17°59′N 103°0′E / 17.983°N 103.000°E | تايلاند                   | |
| 14°13′N 103°0′E / 14.217°N 103.000°E | كمبوديا                   | Mainland و جزيرة Koh Kong |
| 11°15′N 103°0′E / 11.250°N 103.000°E | خليج تايلاند              | |
| 6°58′N 103°0′E / 6.967°N 103.000°E   | بحر الصين الجنوبي         | |
| 5°48′N 103°0′E / 5.800°N 103.000°E   | ماليزيا                   | جزيرة رداغ |
| 5°45′N 103°0′E / 5.750°N 103.000°E   | خليج تايلاند              | |
| 5°30′N 103°0′E / 5.500°N 103.000°E   | ماليزيا                   | |
| 1°45′N 103°0′E / 1.750°N 103.000°E   | مضيق ملقا                 | |
| 1°4′N 103°0′E / 1.067°N 103.000°E    | إندونيسيا                 | جزر رانغسانغ, تيبنغ تينجي (جزيرة) و سومطرة |
| 4°31′S 103°0′E / 4.517°S 103.000°E   | المحيط الهندي             | |
| 60°0′S 103°0′E / 60.000°S 103.000°E  | المحيط الجنوبي            | |
| 65°9′S 103°0′E / 65.150°S 103.000°E  | القارة القطبية الجنوبية   | الإقليم الأسترالي في القارة القطبية الجنوبية, المطالب الإقليمية بالقارة القطبية الجنوبية by أستراليا |